# Arrastre (tauromaquia)

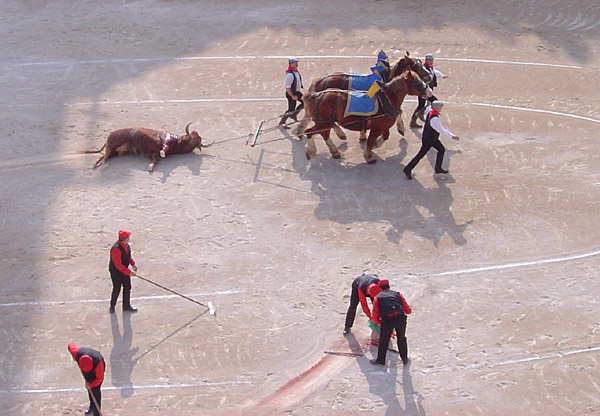
El arrastre arrastra el cuerpo del toro fuera del ruedo. Los areneros, empleados de las plazas de toros, restauran el ruedoentre cada toro. Plaza de toros de Arlés

En el mundo taurino, el arrastre es el tiro de mulas que arrastra al toro fuera del ruedo de la plaza de toros.

## Presentación
El arrastre, encabezado por los mulilleros, desfila al final del paseíllo, después de alguaciles y cuadrillas . Interviene al final de cada lidia, para sacar el cuerpo del toro del ruedo para llevarlo al desolladero, donde será inmediatamente vendido como carne de toro de lidia. Si el animal ha sido bueno, será homenajeado antes de su retirada con una vuelta al ruedo.

## Historia
Antiguamente, el tiro de arrastre también se utilizaba para retirar los cuerpos de los caballos muertos. En ese momento se utilizaron dos tiros de arrastre que desfilan durante el paseíllo.  El artículo 33 del reglamento taurino disponía que estas dos tripulaciones fueran sustituidas en ocasiones, en plazas de toros pequeñas con medios limitados, por vehículos motorizados  . Sin embargo, la ciudad de Nimes ha conservado la tradición de los dos tiros de arrastre  . En 1956, en Soria, incluso se habló de la sustitución definitiva de las mulas por un tractor, lo que provocó tal indignación en la asociación nacional de empresarios taurinos que se retiró el proyecto, para la ciudad de Soria en todo caso  .

## Importancia
Para el ganadero, el momento del arrastre es particularmente importante. Dependiendo del comportamiento del toro, el toro será aplaudido  o será objeto de una bronca si el toro ha sido manso, mal presentado, insuficiente en cuernos y casta.